# Elizabeth Tudor
Ne doit pas être confondu avec Élisabeth Tudor (1492-1495).
Elizabeth Tudor (nom complet : Lala Elizabeth Tudor Hassenberg) (Bakou, 26 juillet 1978) est une romancière de science-fiction russo-azerbaïdjanaise.

## Biographie
Elle nait dans une famille azerbaïdjanaise juive. Elle réalise un bachelor en jurisprudence en 1998. Plus tard, elle obtient un diplôme en Justice Criminelle de l'Université internationale de Floride qu'elle complétera d'un master en droit de l'école de droit de L'Université de Miami.
Dès 1994, elle commence l'écriture créative. La majorité sinon la totalité de son oeuvre est écrite en russe et non encore traduite. 
Son premier roman de science-fiction, War of time a été publié en 2001.